# Zasada non-refoulement
Zasada non-refoulement – jedna z najważniejszych instytucji prawa międzynarodowego chroniących osoby prześladowane.
Stanowi ona, że osobie, której odmówiono przyznania statusu uchodźcy, nie wolno deportować do kraju, w którym groziłoby jej niebezpieczeństwo prześladowania. W takim przypadku państwo powinno otoczyć taką osobę inną formą ochrony (przykładowo wiele państw, w tym Polska, zna instytucję pobytu tolerowanego).
Zasada ta, będąca niegdyś częścią zwyczajowego prawa międzynarodowego, jest obecnie zawarta w wielu międzynarodowych konwencjach i jako taka ma status „twardego” prawa międzynarodowego.
Po raz pierwszy zasada została ujęta w ramy umowy w art. 3 ust. 2 Konwencji Ligi Narodów z 28 października 1933 r. podpisanej w Genewie, dotyczącej międzynarodowego statusu uchodźców. Stronami było zaledwie osiem państw, z których trzy (Czechosłowacja, Włochy i Egipt) złożyły zastrzeżenia do tego artykułu, powołując się na konieczność utrzymania swoich kompetencji w sprawie zawracania uchodźców.
Do najistotniejszych umów międzynarodowych zawierających non-refoulement należy Konwencja dotycząca statusu uchodźców, sporządzona w Genewie 28 lipca 1951, której stroną Polska jest od 26 listopada 1991. Zasada ta została sformułowana w art. 33:
1. Żadne Umawiające się Państwo nie wydali lub nie zawróci w żaden sposób uchodźcy do granicy terytoriów, gdzie jego życiu lub wolności zagrażałoby niebezpieczeństwo ze względu na jego rasę, religię, obywatelstwo, przynależność do określonej grupy społecznej lub przekonania polityczne.
Zasada ta zawarta jest również w innych umowach międzynarodowych (Amerykańska konwencja praw człowieka w art. 22, Konwencja w sprawie zakazu stosowania tortur w art. 3, Konwencja o uchodźcach Organizacji Jedności Afrykańskiej w art. 2 par. 3). 
Od zasady non-refoulement dopuszczalne są dwa wyjątki, ujęte w art. 33 Konwencji Genewskiej. Artykuł ten w drugim ustępie stanowi, iż można uchylić zasadę non-refoulement w stosunku do uchodźcy, który stanowi zagrożenie dla bezpieczeństwa państwa, lub też, który będąc skazanym wyrokiem prawomocnym za szczególnie poważną zbrodnię stanowi zagrożenie dla społeczeństwa państwa, w którym się znajduje.